# Stratosphere Las Vegas
L'Stratosphere Las Vegas és un hotel i casino localitzat a l'strip de Las Vegas a Las Vegas, Nevada, amb propietat de l'American Casino & Entertainment Properties, en la qual és completament propietat i subsidiària de l'American Real Estate Partners. L'atracció primària de la propietat és l'Stratosphere Tower, de 1.149 peus (350 m), és l'estructura no-penjant més alta de Nevada i la segona estructura no-penjant a l'oest del riu Mississipi més alta dels Estats Units, després de la xemeneia de fum Kennecott Smokestack, a Magna, Utah. L'hotel és una estructura separada de 20 pisos, 2.444 habitacions i uns 80.000 peus quadrats (7.000 m²) de casino.

## Atraccions

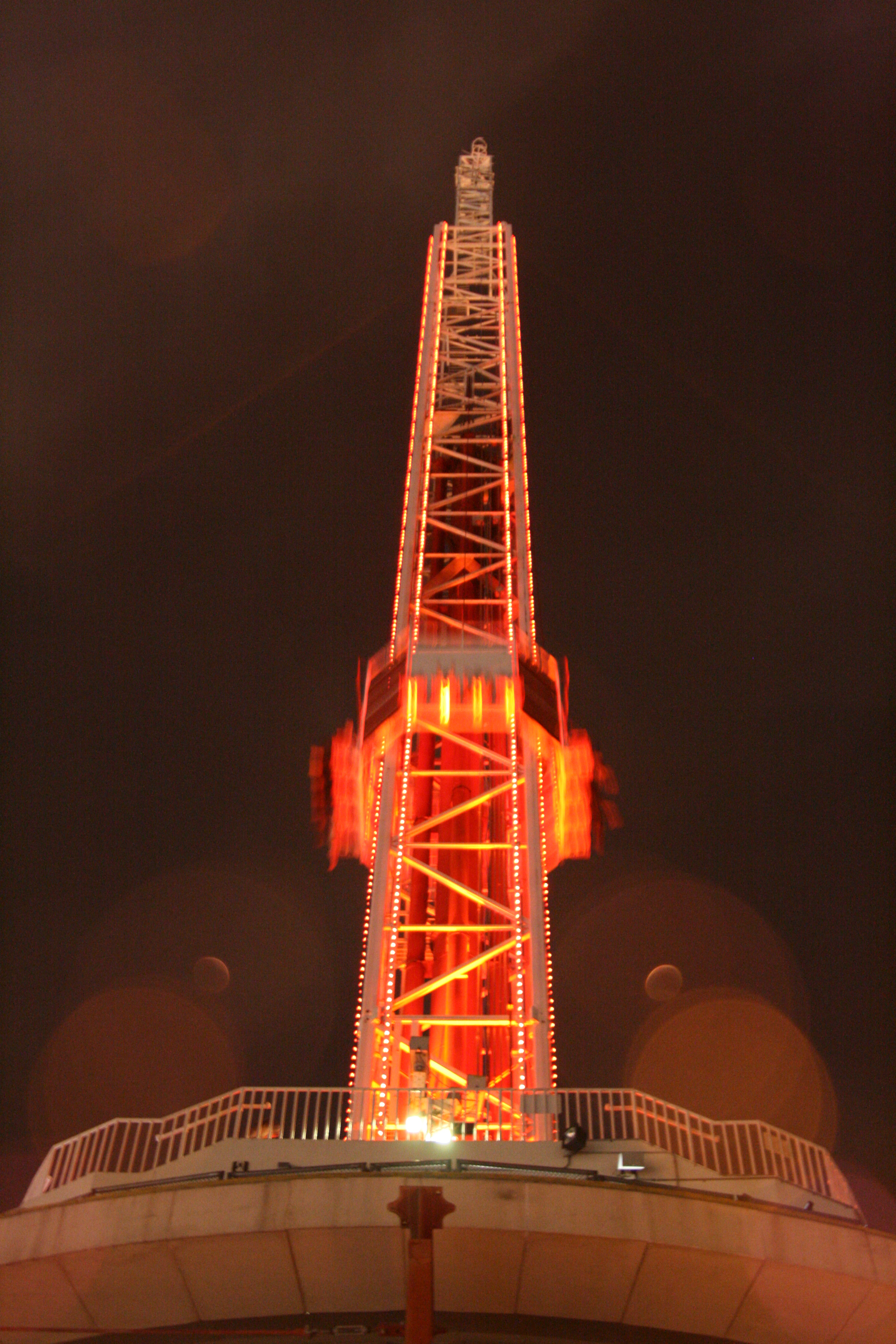
L'atracció "Big Shot".

Al terrat de la torre té dos observatoris, un restaurant giratori i tres atraccions:
- El Big Shot, a 1.081 peu d'altura (329 m), és l'atracció més alta en el món;

- L'Insanity the Ride, va obrir el 2005, a 900 peus d'altura (274 m), és la segona atracció més alta del món. Fa que les persones pengin sobre la vora de la torre i després gira circularment a, aproximadament, 40 milles per hora.

- La XSCREAM, a 866 peus d'altura (264 m), és la tercera atracció més alta del món.

### Atraccions anteriors
- El High Roller, amb 909 peus d'alutra (277 m), va ser la segona atracció més alta del món. Va ser tancada el 30 de desembre del 2005 i desmantellada per a noves atraccions.

## Galeria

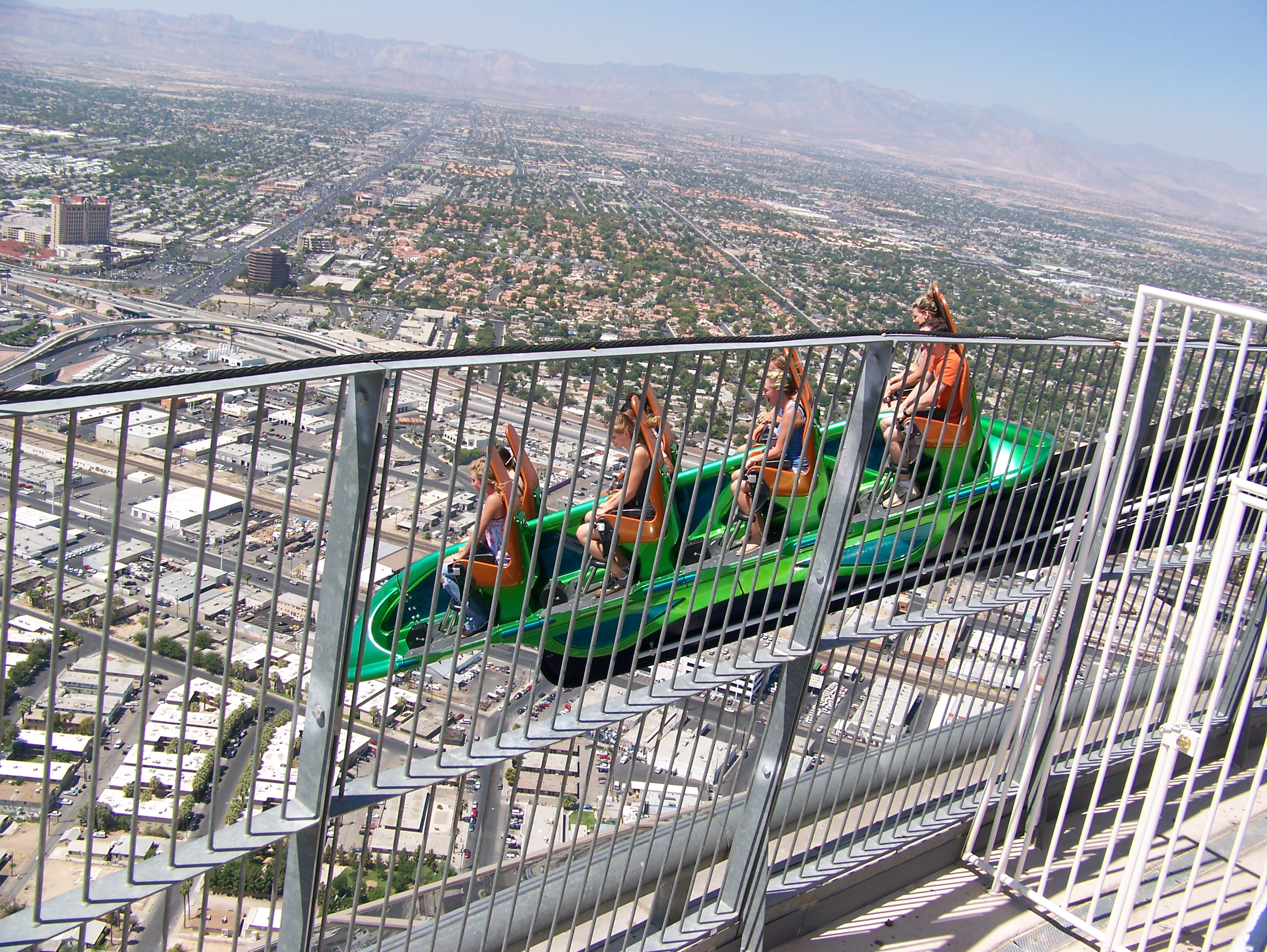
Façana de l'Stratosphere
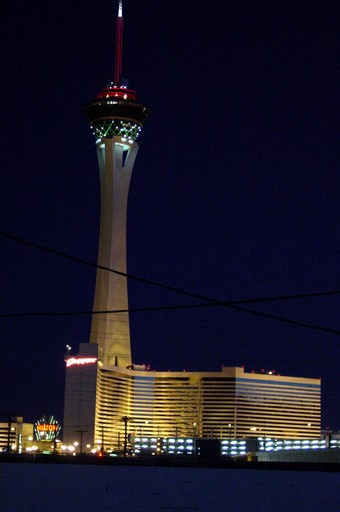
L'Stratosphere de nit
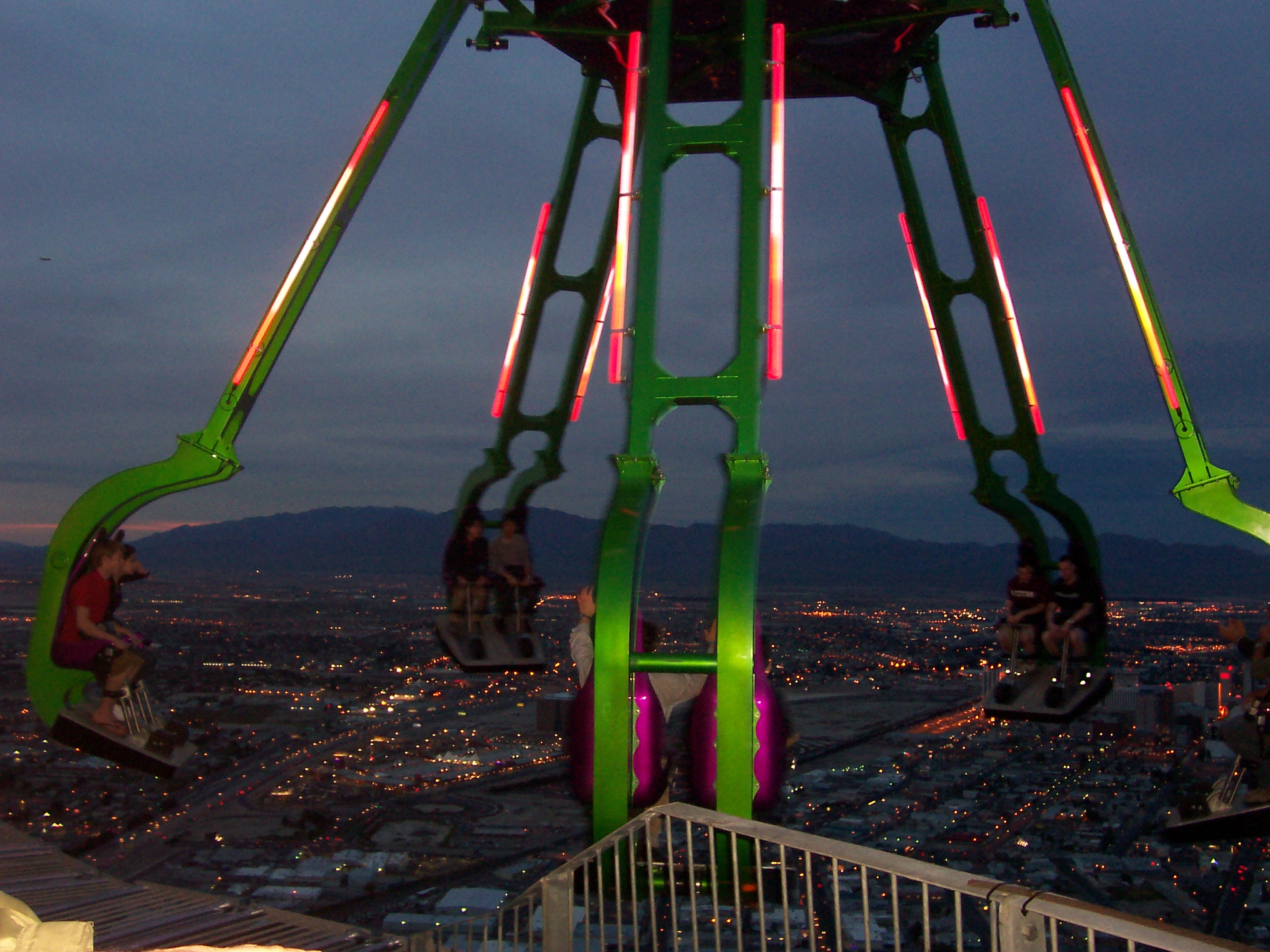
L'atracció de l'"Insanity"
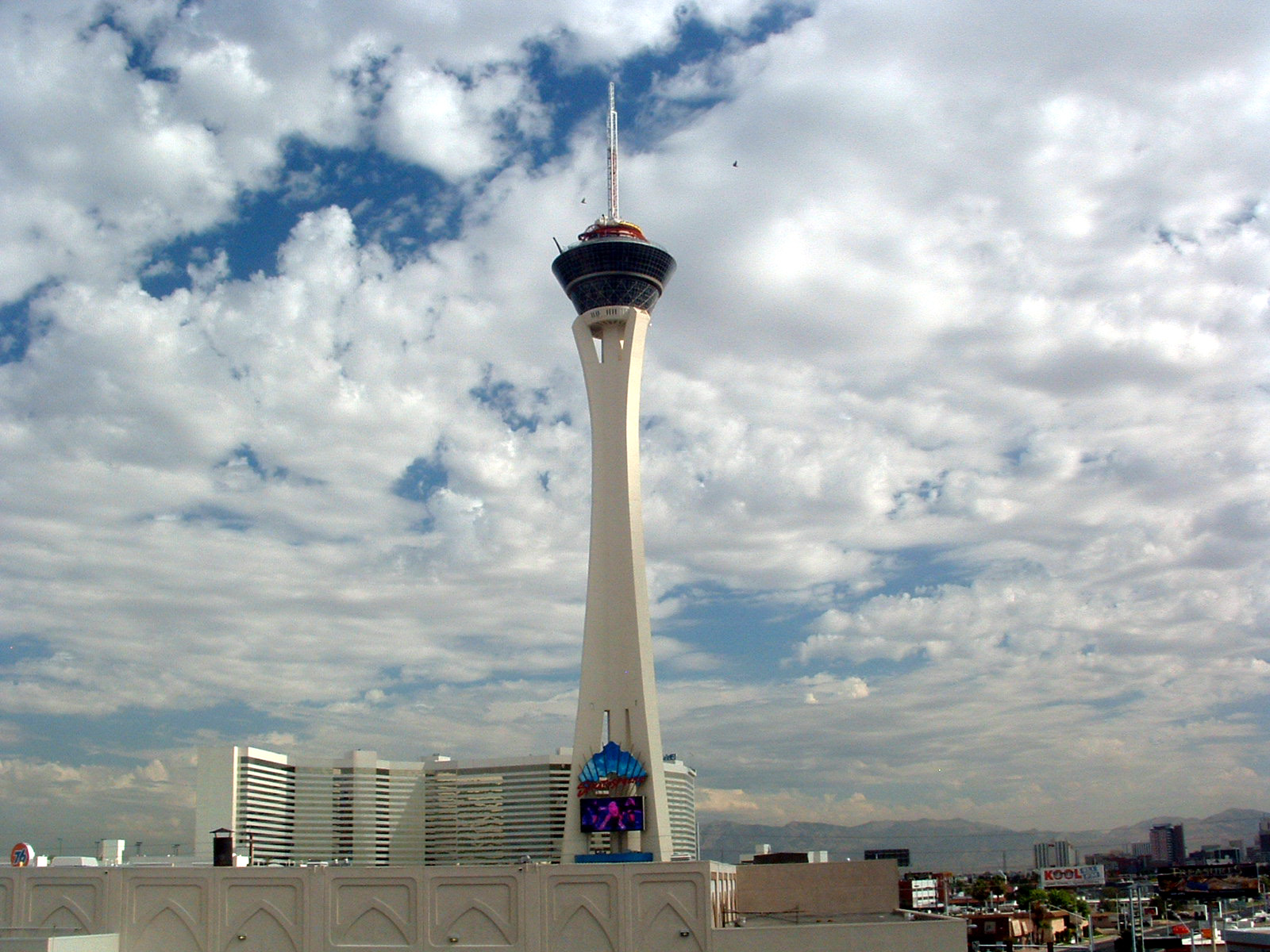
Els núvols sobre l'Stratosphere al migdia
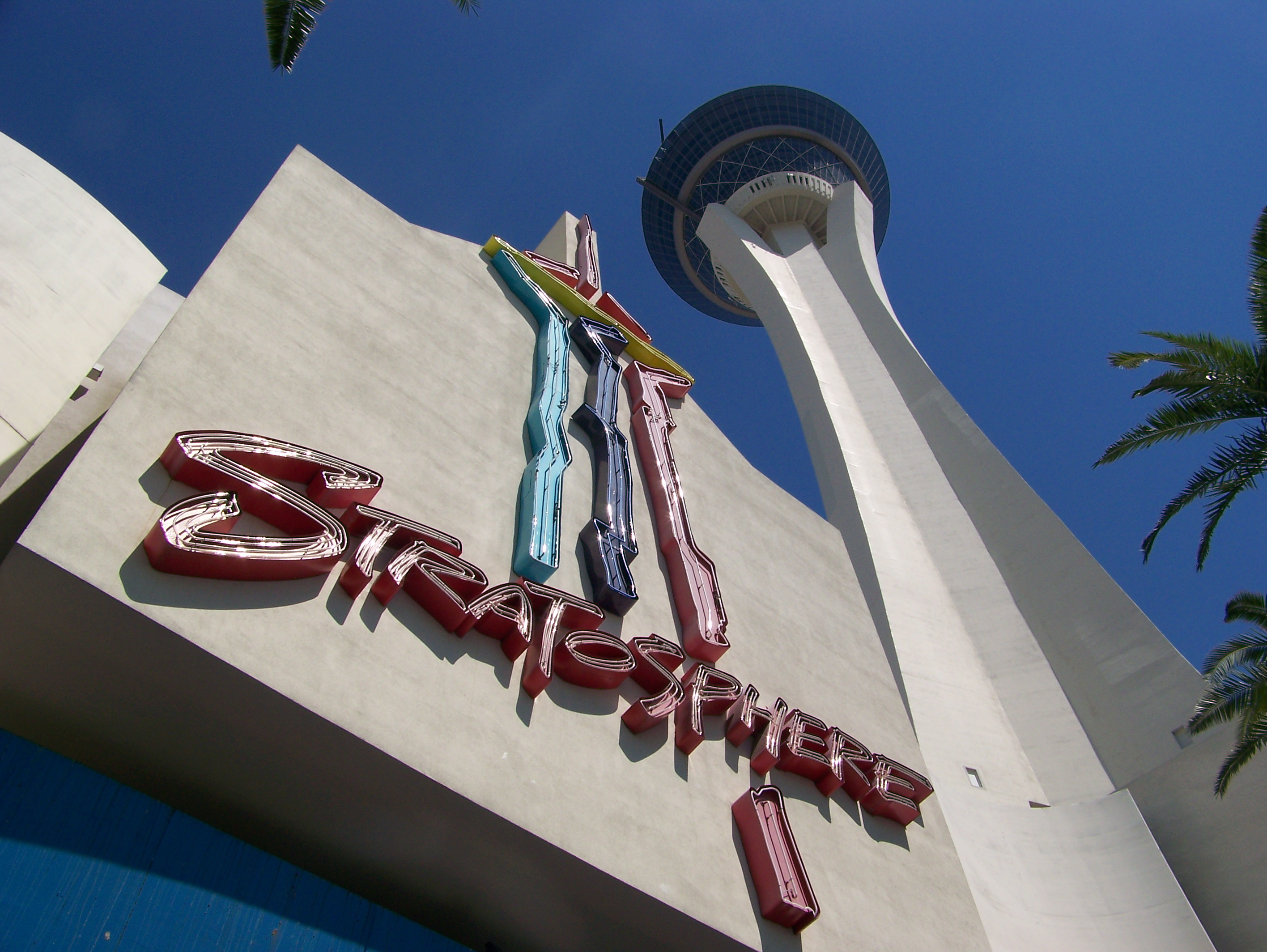
Vista de l'Stratosphere
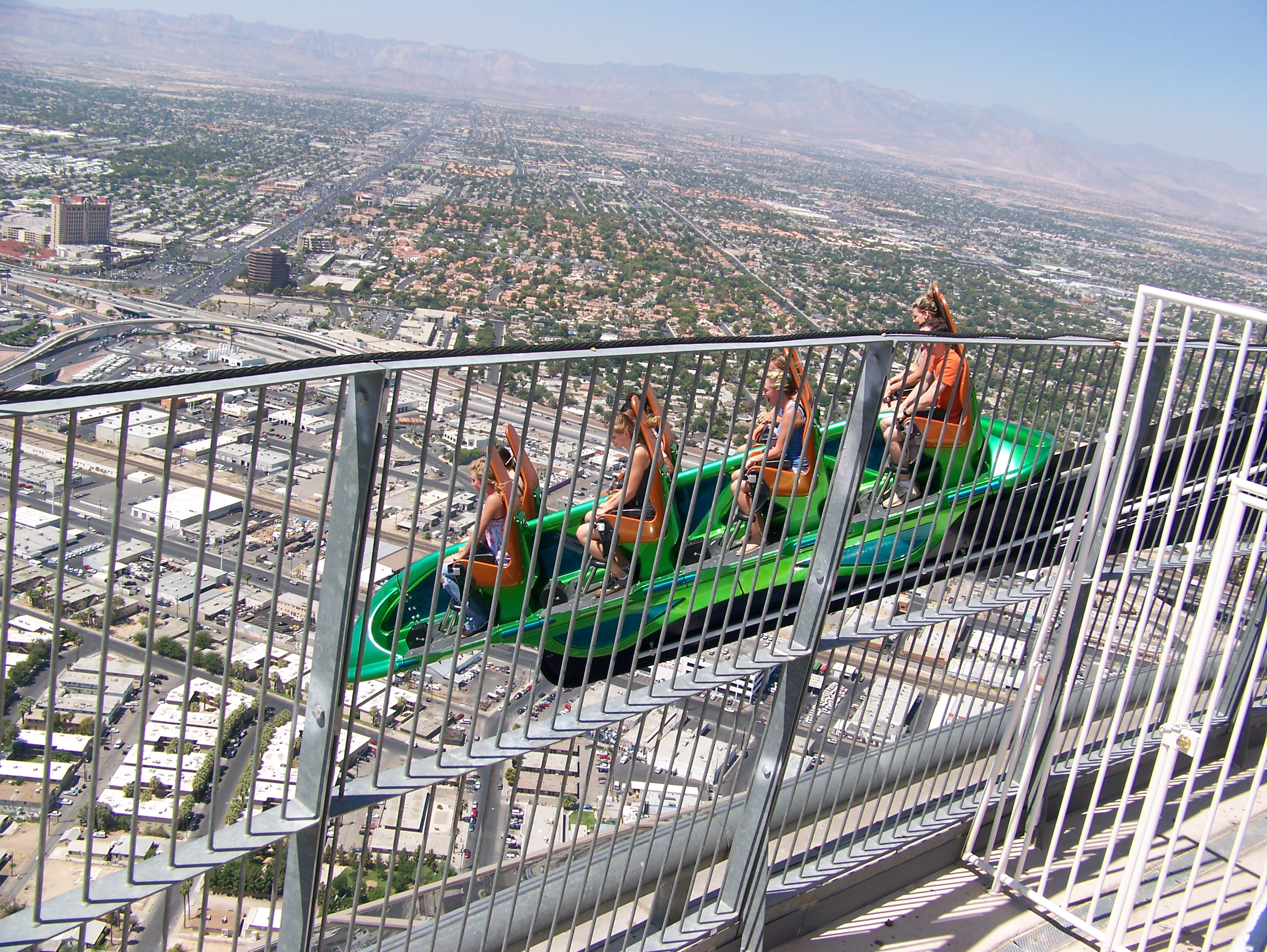
L'atracció X Scream al terrat de l'Stratosphere